# Freundlich (cráter)

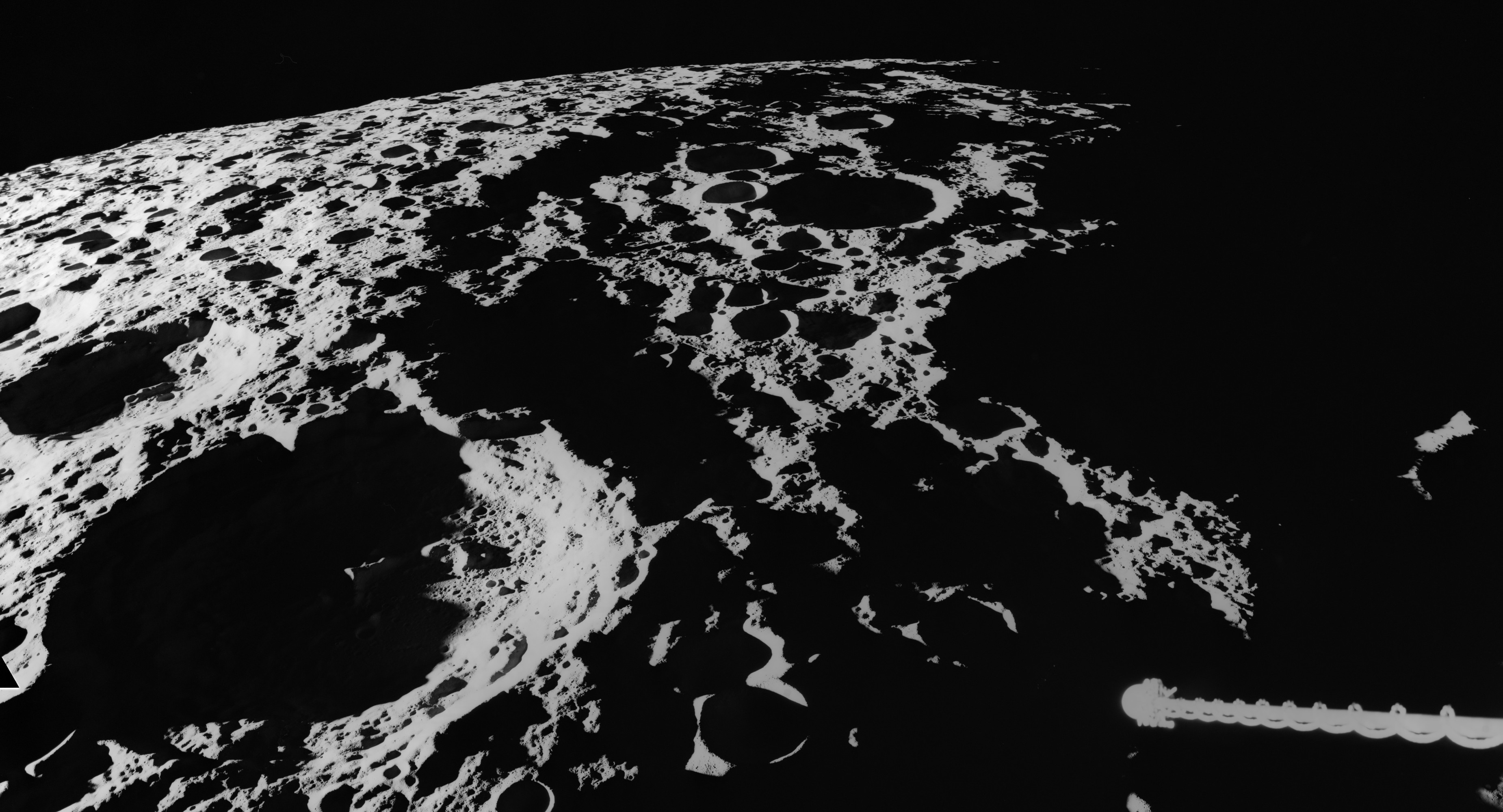
Cuenca Freundlich-Sharonov. Imagen desde el Apolo 16

Freundlich es un cráter de impacto que se encuentra en la cara oculta de la Luna, a medio camino entre los cráteres Trumpler hacia el norte-noroeste y el irregular Buys-Ballot hacia el sur-sureste.
|  |

Se trata de un cráter con un borde circular que está más fuertemente erosionado en los extremos norte y sur. Grupos de cráteres se encuentran sobre el fondo hasta el sureste y el norte, y pequeños cráteres individuales aparecen en otras partes del interior.
El cráter se halla dentro de la Cuenca Freundlich-Sharonov.

## Cráteres satélite
Por convención estos elementos son identificados en los mapas lunares poniendo la letra en el lado del punto medio del cráter que está más cerca de Freundlich.
|            | \| Freundlich \| Coordenadas \| Diámetro \| \| ---------- \| ------------------------------ \| -------- \| \| G \| 24°30′N 173°30′E / 24.5, 173.5 \| 25 km \| \| Q \| 22°42′N 167°24′E / 22.7, 167.4 \| 17 km \| \| R \| 23°48′N 167°48′E / 23.8, 167.8 \| 20 km \| |          |
| Freundlich | Coordenadas | Diámetro |
| G          | 24°30′N 173°30′E / 24.5, 173.5 | 25 km    |
| Q          | 22°42′N 167°24′E / 22.7, 167.4 | 17 km    |
| R          | 23°48′N 167°48′E / 23.8, 167.8 | 20 km    |